# Karo Halabyan
Karo Halabyan (en arménien : Կարո Սիմոնի Հալաբյան), né le 26 juillet 1897 à Elizavetpol et mort le 5 janvier 1959 à Moscou, est un architecte soviétique d'origine arménienne,.  
Il était également député du 1er et 2e Soviet des nationalités.

## Biographie
Karo Halabyan fait les études d'architecture dans les ateliers de Vkhoutemas (1923). Diplômé, il travaille pendant deux ans à Erevan. D'après ses projets, un club de constructeurs, une maison d'habitation d'un trust électrochimique, une maison du département principal d'exploration géologique et de nombreux autres objets y ont été construits. Halabyan a combiné ce travail pratique avec l'enseignement à la faculté d'architecture de l'Université d'État d'ingénierie d'Arménie.
En 1929, il est diplômé de l'Institut supérieur d'art et technique de Moscou. La même année, il fait partie des fondateurs de la Société russe des architectes prolétariens (VOPRA). En 1929-1931, il dirige le premier Institut national de design en Arménie soviétique. En 1932, après la création de l’Union des architectes soviétiques, il en devient le secrétaire exécutif (jusqu’en 1950).
Informateur volontaire de Lazare Kaganovitch à l'époque des grandes purges, il participe également activement à la persécution des modernistes,.
En 1936, il devient membre du Royal Institute of British Architects.
Avec Boris Iofane, Halabyan élabore le projet de construction du pavillon de l'URSS à l'exposition internationale de New York de 1939.
En 1937-1950, il est député du Soviet suprême de l'URSS.
Pendant la grande guerre patriotique, il dirige l'Union des architectes et l'Académie d'architecture. Il dirige un atelier spécial au sein de l'Académie, chargé de camoufler les plus importantes structures industrielles et défensives. Depuis 1942, il est membre de la Commission de recensement et de la protection des monuments d'art, président de la Commission pour la restauration de l'Union des architectes.
Dans les années 1943-1945, il dirige l'élaboration du plan général de restauration de Stalingrad.
En 1949-1953, il est vice-président de l'Académie d'architecture de l'URSS.
Après la guerre, lors d'une réunion il a un accrochage avec Lavrenti Beria au sujet des gratte-ciel staliniens. Il s'ensuit son exclusion de l'équipe des auteurs de nombreux projets et son éviction de tous les postes à responsabilité. Bientôt, on démasque un « espion japonais » parmi ses anciens subordonnés. L'« espion » est arrêté et les menaces d'arrestation pèsent désormais sur Halabyan. Il trouve le protecteur en la personne d'Anastase Mikoyan qui trouve le moyen de l'envoyer en Arménie.
Il participe à la construction du hall d'entrée de la station Krasnopresnenskaïa mise en service en 1954. La même année, il participe à la réhabilitation de la gare maritime de Sotchi.
Il décède le 5 janvier 1959 d'un cancer du poumon et sera enterré au cimetière de Novodevitchi.
On lui érige un mémorial à Erevan. À Moscou, la rue Karo Halabyan est située dans le district municipal Sokol.

## Vie privée
Il était marié à l'actrice Lioudmila Tselikovskaïa le mère de son fils unique Alexander (1949). Son petit fils s'appelle Karo Halabyan.